# Melophlus hajdui
Melophlus hajdui is een gewone sponsensoort uit de familie van de Geodiidae. De wetenschappelijke naam van de soort is voor het eerst geldig gepubliceerd in 2011 door Moraes.